# Racovița (okręg Vaslui)
Racovița – wieś w Rumunii, w okręgu Vaslui, w gminie Gârceni. W 2011 roku liczyła 266 mieszkańców.